# Менцинский, Модест Емельянович
Модест Емельянович Менцинский (29 апреля 1875, Великие Новосёлки — 11 декабря 1935, Стокгольм) — украинский оперный певец (тенор).

## Биография
Модест Менцинский родился в селе Великие Новоселки в семье сельского священника УГКЦ. Менцинские происходили из древнего лемковского рода из села Мацина (Менцина) в Бескидах. Модест рос в селе Ходновичи, куда в 1888 г. переехали его родители. Он с раннего детства увлекался народными песнями, обрядами.
От отца получил основы нотной грамоты. Учился в гимназии — до шестого класса в Дрогобыче, позднее в Самборе, которую окончил в 1896 году. С 1896 до 1899 года учился во Львовской духовной семинарии. Во Львовской духовной семинарии одним из его учителей пения стал о. Исидор Дольницкий.
Искусством пения овладел под руководством профессора Львовской консерватории Валериана Высоцкого и Юлиуса Штокгаузена в г. Франкфурте-на-Майне (Германия). На каникулы Модест приезжал к Галиции и давал концерты в Перемышле, Львове, Станиславове, Стрые, Тернополе, Самборе и других городах. 18 марта 1901 года впервые дебютировал на франкфуртской сцене в опере Ф. Флотова «Марта» (партия Лионеля). Выступал на оперных сценах многих городов Европы. В 1904—1908 годах — первый тенор Королевской оперы в Стокгольме.
Женился в 1905 году в Стокгольме на шведке Клэри Дегн. Она всегда посещала спектакли, в которых выступал Модест Емельянович, позже давала оценку его пения и игры. Имел двух сыновей — Ивана (Ганса) и Юрия.
В 1905 году Менцинский выступал в Лондоне в Королевский театр Ковент-Гарден. В 1903 и 1908—1909 годах пел во Львовской опере, а в 1910—1926 был солистом оперы в Кёльне. Выступал также в Мюнхене, Дармштадте и Берлине. С 1926 года снова пел в Стокгольмской опере. Вскоре открыл там школу пения, в которой сам преподавал вокал. Он был фактически создателем шведской вокальной школы, которую так талантливо продолжил его ученик Арне Суннегорд.
Модест Менцинский прославился исполнением партий в операх Р. Вагнера («Зигфрид», «Лоэнгрин», «Летучий голландец», «Тангейзер», «Валькирия», «Гибель богов», «Тристан и Изольда»). Среди других партий: Радамес («Аида», Дж. Верди), Отелло («Отелло», Дж. Верди), Надир («Искатели жемчуга» Ж. Безе), Канио («Паяцы», Г. Леонкавалло), Елеазар («Дочь кардинала», Же. Галеви), Ирод («Саломея», Г. Штрауса) и другие. В его репертуаре было 50 опер.
Менцинский часто выступал с концертами на родине, привлекая к участию в них хоровые коллективы, в частности, львовский «Боян», «Бандурист». В феврале 1916 года устроил концерт для пленных русских в австрийском лагере Венцляр.
Умер 11 декабря 1935 года и был похоронен на католическом кладбище в Стокгольме.

## Память
- Правительственные награды
- Улица в Львове